# Gruppo della lovozerite
Il gruppo della lovozerite è un gruppo di minerali della classe dei ciclosilicati aventi la seguente formula generale:
A3D3G2M(HxSi6O18) • n(H2O) (x = 0-6)
dove:
- M = zirconio (Zr), titanio (Ti), ferro trivalente (Fe3+), calcio (Ca)
- G = calcio (Ca), manganese bivalente (Mn2+), sodio (Na), ☐
- A = sodio (Na), calcio (Ca)
- D = sodio (Na), ☐

con 0 ≤ x ≤ 6 ; n = 0-1
I minerali di questo gruppo sono dei ciclosilicati complessi simili alle zeoliti; contengono sodio (Na) come costituente essenziale per la formazione dei minerali e si trovano solo in rocce alcaline. Il gruppo della lovozerite è suddiviso a sua volta in tre sottogruppi.

## Minerali del gruppo della lovozerite

### Sottogruppo dell'imandrite
- Imandrite

### Sottogruppo della koashvite
- Koashvite

### Sottogruppo della zirsinalite-lovozerite
- Combeite
- Kapustinite
- Kazakovite
- Litvinskite
- Lovozerite
- Tisinalite
- Townendite
- Zirsinalite